# Cytherois tosaensis
Cytherois tosaensis is een mosselkreeftjessoort uit de familie van de Paradoxostomatidae. De wetenschappelijke naam van de soort is voor het eerst geldig gepubliceerd in 1968 door Ishizaki.